# Blanca por fuera y Rosa por dentro
Blanca por fuera y Rosa por dentro es una obra de teatro en dos actos escrita por Enrique Jardiel Poncela y estrenada el 16 de febrero de 1943 en el Teatro de la Comedia de Madrid.

## Argumento
Blanca y Ramiro son un matrimonio que se pasa la vida discutiendo, debido al carácter irascible de ella. Tras sufrir un accidente de tren, el carácter de Blanca empieza a cambiar, pareciéndose cada vez más a su hermana Rosa, joven dulce y amable, fallecida también en un accidente ferroviario. Esta simbiosis trae una consecuencia inesperada: Blanca se enamora de su cuñado Héctor. El doctor Pallejá aconseja a los desesperados Ramiro y Héctor que reproduzcan el accidente en casa.

## Personajes
| - Blanca - Mónica - Ervigia - Beatriz - Anita - Remedios - Maxi - Ramiro - Héctor | - Camilo - Fonseca - Perales - Lorenzo - Pallejá - Maquinista - Empleados - Camarero |

## Representaciones destacadas
- Teatro, estreno (1943). Intérpretes: María Cuevas (Blanca), Rafael Navarro (Ramiro), Milagros Leal, Antonia Plana, Elvira Soler, Julio Arroyo, José Orjas, Luis Barbero.
- Teatro (1964). Intérpretes: Berta Riaza, Ricardo Lucía, Ramón Durán, Rosa María Sardà, Rafael Anglada, Charo Soriano, Paloma Pagés, Juan Antonio Gálvez.
- Cine (1971), de Pedro Lazaga. Intérpretes: José Luis López Vázquez, Esperanza Roy, José Rubio, Josele Román, Rafael Alonso, Valeriano Andrés, Manuel Alexandre, Margot Cottens. Música: Antón G. Abril.